# Caloptilia juglandiella
Caloptilia juglandiella är en fjärilsart som först beskrevs av Victor Toucey Chambers 1872.  Caloptilia juglandiella ingår i släktet Caloptilia och familjen styltmalar. Inga underarter finns listade i Catalogue of Life.